# Lupe Fiasco
Wasalu Muhammad Jaco, känd under artistnamnet Lupe Fiasco, född 16 februari 1982 i Chicago, Illinois, är en amerikansk rappare, skivproducent och entreprenör. Han var med i låten "Touch the Sky" med Kanye West som tog med honom i låten efter att ha hört Conflict Diamonds som Lupe Fiasco har med i ett av hans mixtapes.
Den 10 augusti (egentligen den 28 augusti) 2012 släppte Jaco tillsammans med Guy Sebastian singeln "Battle Scars", skriven av de själva och David Ryan Harris och producerad av Pro-Jay. Låten finns med på Sebastians album Armageddon som släpptes den 12 oktober 2012 och Jacos album Food & Liquor II: The Great American Rap Album Pt. 1  som släpptes den 25 september 2012.

## Diskografi
- 2006 – Food and Liqour
- 2007 – The Cool
- 2011 – Lasers
- 2012 – Lupe Fiasco's Food & Liquor II: The Great American Rap Album Pt. 1
- 2015 – Tetsuo & Youth